# 马里奥勒
马里奥勒（法語：Mariol，法語發音：[maʁjɔl]）是法国阿列省的一个市镇，属于维希区。

## 地理
马里奥勒（46°1'14"N, 3°29'49"E）面积9.41 平方千米，位于法国奥弗涅-罗讷-阿尔卑斯大区阿列省，该省份为法国中部省份，北起涅夫勒省、西北接谢尔省，西南至克勒兹省，南至多姆山省，东南临卢瓦尔省，东临索恩-卢瓦尔省。
与马里奥勒接壤的市镇（或旧市镇、城区）包括：比塞、圣约尔、蒙斯、里镇、圣普列斯特-布拉姆方。

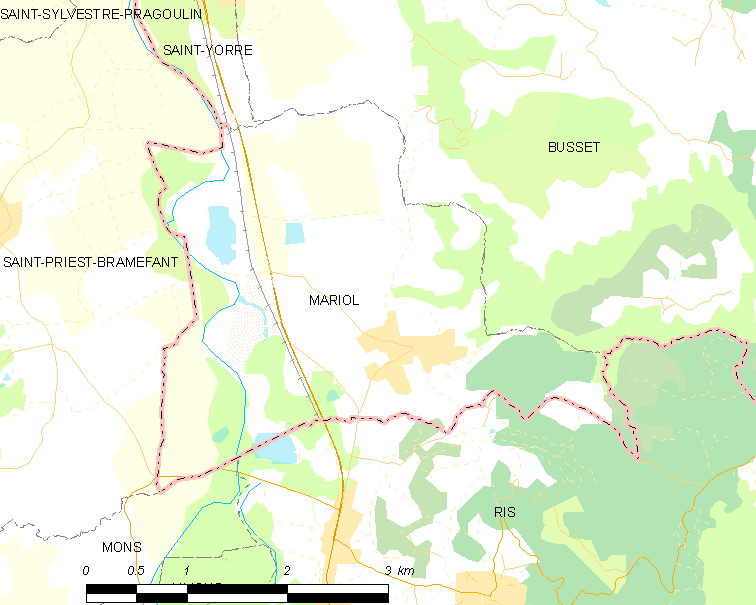
马里奥勒的OSM定位图

马里奥勒的时区为UTC+01:00、UTC+02:00（夏令时）。

## 行政
马里奥勒的邮政编码为03270，INSEE市镇编码为03163。

## 政治
马里奥勒所属的省级选区为拉帕利斯县。

## 人口

1962-2008年间马里奥勒人口变化图示

马里奥勒于2022年1月1日时的人口数量为696人。